# Akkermansiaceae
Famille
Les Akkermansiaceae sont une famille de bactéries.

## Liste des genres
Selon LPSN (1 mai 2024), cette famille compte un genre publié de manière valide :
- Akkermansia Derrien et al. 2004

Un autre genre fait partie de cette famille bactérienne mais selon LPSN (1 mai 2024), il n'a pas été décrit de manière valide et son nom est le nom préféré de ce taxon mais pas accepté selon les critères de l'ICSP :
- "Candidatus Mariakkermansia" Orellana et al. 2022

## Taxonomie
Le nom correct complet (avec auteur) de ce taxon est Akkermansiaceae Hedlund & Derrien 2012.
Le genre type est : Akkermansia Derrien et al. 2004.

### Étymologie
L'étymologie du nom de cette famille est la suivante : Ak.ker.man.si.a’ce.ae. N.L. fem. n. Akkermansia, genre type de cette famille; L. fem. pl. n. suff. -aceae, suffixe pour définir une famille; N.L. fem. pl. n. Akkermansiaceae, la famille d'Akkermansia family.